# Chaetonotus arethusae
Chaetonotus arethusae är en djurart som tillhör fylumet bukhårsdjur, och som beskrevs av Francesco Balsamo och Todaro 1993. Chaetonotus arethusae ingår i släktet Chaetonotus och familjen Chaetonotidae. Inga underarter finns listade i Catalogue of Life.